# Adrian Griffith
Adrian Griffith, född 11 november 1984, är en friidrottare från Bahamas. Han deltog vid olympiska sommarspelen 2016.